# Standard Generalized Markup Language
Lo Standard Generalized Markup Language (SGML), è un metalinguaggio definito come standard ISO (ISO 8879:1986 SGML) e avente lo scopo di definire linguaggi da utilizzare per la stesura di testi destinati ad essere trasmessi ed archiviati con strumenti informatici, ossia per la stesura di documenti in forma leggibile da una macchina (machine readable form).

## Descrizione
Principale funzione di SGML è la stesura di testi chiamati Document Type Definition (DTD), ciascuno dei quali definisce in modo rigoroso la struttura logica che devono avere i documenti di un determinato tipo. Si dice che questi documenti rispetto a SGML costituiscono un linguaggio obiettivo, ovvero una applicazione.
SGML è dovuto soprattutto all'opera di Charles Goldfarb e discende dal Generalized Markup Language, linguaggio definito negli anni 1960 presso la IBM, da Goldfarb, Mosher e Lorie.
L'idea centrale di SGML è quella di definire linguaggi di marcatura generica chiamata "marcatura descrittiva"; ogni linguaggio obiettivo definisce le caratteristiche strutturali dei documenti che governa.
L'organizzazione di un documento in un linguaggio obiettivo non è primariamente focalizzata sulla sua resa visiva (che potrebbe differenziarsi molto con l'uso di diversi dispositivi di visualizzazione: stampante, video, sistema Braille, ecc.), ma piuttosto sui ruoli logico-semantici che rivestono le parti nelle quali il documento si articola. Come esempi di questi ruoli vanno segnalati: periodi, paragrafi, capitoli (note, citazioni, tabelle), indici delle parti, indici dei nomi, indici degli autori e delle fonti - aggiunte, allegati, ecc.
Per facilitare la composizione dei documenti retti da SGML sono stati sviluppati programmi come Alml.

### Utilizzo originale
SGML fu inizialmente sviluppato per permettere lo scambio di documenti leggibili da un computer (machine-readable) in progetti governativi, legali e industriali, che devono rimanere leggibili per diversi decenni (un periodo di tempo molto lungo nell'ambito dell'informatica).
Inizialmente usato per pubblicazione di testo e basi di dati, una delle sue maggiori applicazioni fu la seconda edizione dell'Oxford English Dictionary, che era ed è interamente formattato usando un linguaggio SGML.